# Belcher-Sturmvogel

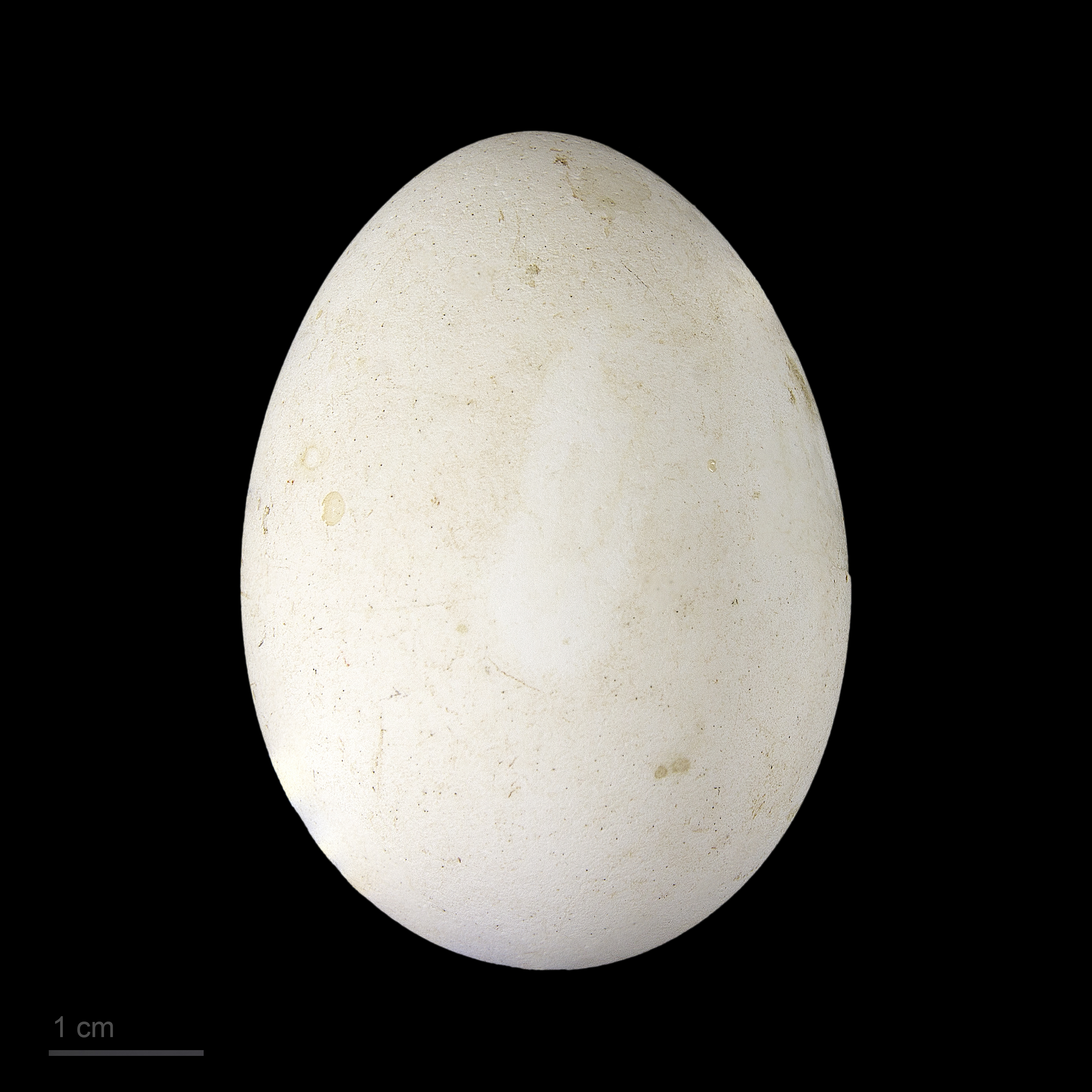
Pachyptila belcheri

Der Belcher-Sturmvogel (Pachyptila belcheri), auch Dünnschnabel-Sturmvogel genannt, ist eine monotypische Art aus der Familie der Sturmvögel. Die IUCN stuft die Art als ungefährdet (least concern) ein, da das Verbreitungsgebiet sehr groß ist und der Bestand stabil erscheint. Der Weltbestand wird auf mindestens 7 Mio. geschlechtsreife Individuen geschätzt.

## Erscheinungsbild
Der Belcher-Sturmvogel erreicht eine Körperlänge von 25 bis 26 Zentimeter. Die Flügellänge beträgt 16,6 bis 19,1 Zentimeter und die Flügelspannweite 56 Zentimeter. Das Gewicht beträgt zwischen 115 und 180 Gramm. Männchen sind tendenziell etwas größer als die Weibchen. Der größte Unterschied besteht bei der Schnabellänge.
Die Körperoberseite ist blaugrau mit einem schmalen dunklen Band auf dem Schwanz. Ein dunkleres „M“ verläuft quer über die Flügel, allerdings ist es schwächer ausgebildet als dies bei anderen Walvögeln der Fall ist. Das Weiß des Gesichts dehnt sich bis über die Augen aus. Ein dunkler Augenstreif verläuft bis zum Nacken. Die Körperunterseite ist weiß. Die Brustseiten sind blass hellgrau. Verwechslungsmöglichkeiten bestehen mit allen Walvögelarten.

## Verbreitung
Der Belcher-Sturmvogel brütet auf den Falklandinseln, den Kerguelen, den Crozet-Inseln und möglicherweise auch auf Südgeorgien. 1984 wurde eine große Brutkolonie auf Isla Noir vor der Küste Südchiles entdeckt. Außerhalb der Fortpflanzungszeit kommt der Belcher-Sturmvogel bis nach Java, Westaustralien, Westperu, Südbrasilien und Südafrika vor.

## Lebensweise
Der Belcher-Sturmvogel frisst überwiegend Krustentiere, Kopffüßer und kleine Fische. Auf hoher See wird er gewöhnlich in Schwärmen beobachtet. Dabei ist er regelmäßig auch mit dem Taubensturmvogel vergesellschaftet. 
Der Belcher-Sturmvogel brütet in selbstgegrabenen Erdbauen. Diese haben eine Länge zwischen 60 Zentimeter und 3,5 Meter. Auf den Falklandinseln befinden sich die Baue 15 bis 190 Meter über dem Meeresniveau. Die eigentliche Nestmulde ist mit Gras und Federn ausgelegt. Auf den Falklandinseln kehren die adulten Belcher-Sturmvögel im September zu den Brutkolonien zurück. Die eigentliche Fortpflanzungszeit beginnt im November, wenn die Belcher-Sturmvögel legen. Das Gelege besteht aus einem weißschaligen Ei. Die Brutzeit beträgt 46 bis 47 Tage. Die Jungvögel sind in einem Alter von 49 bis 50 Tagen flügge. Während der Brutzeit finden Brutvögel der Falklandinseln ihre Nahrung über den Kontinentalschelfen östlich und südlich der Falklandinseln. Beide Elternvögel sind gleichermaßen an der Brut und der Aufzucht der Jungvögel beteiligt. Sie ziehen nur ein Gelege pro Jahr groß. 
Auf den Kerguelen scheint der Belcher-Sturmvogel in einer Nistplatzkonkurrenz mit Blausturmvögeln zu stehen.

## Belege

### Einzelbelege
1. ↑   BirdLife Factsheet für den Belcher-Sturmvogel, aufgerufen am 12. Dezember 2010
2. ↑   Shirihai, S. 178
3. ↑   Shirihai, S. 178
4. ↑   Wood, S. 47